# شقراق
الشقراق أو الشَّرَقْراق أو الشِّرِقْراق أو الأخبل (الاسم العلمي:Coracias) (بالإنجليزية: Roller) هو جنس من الطيور يتبع فصيلة الشقراقية من رتبة الشقراقيات. وهي طيور متوسطة إلى كبيرة الحجم لها منقار حاد الطرف، ويتراوح طول الطائر من 25 سم إلى 45 سم و وزنه 100 - 200 جم ورأسه كبير نسبيا وجناحاه طويلان ومدببا الطرف مما يعطيه قدرة عالية على الطيران والنشاط، والذيل ما بين قصير الطول ومتوسطه.

## أنواع
- شقراق أبيض (الاسم العلمي:Coracias naevia)
- شقراق أوروبي (الاسم العلمي:Coracias garrulus)
- شقراق حبشي (الاسم العلمي:Coracias abyssinicus)
- شقراق هندي (الاسم العلمي:Coracias benghalensis)
- شقراق ملوقي (الاسم العلمي:Coracias spatulatus)
- شقراق أرجواني الجناح (الاسم العلمي:Coracias temminckii)
- شقراق أزرق البطن (الاسم العلمي:Coracias cyanogaster)
- شقراق ليلكي الصدر (الاسم العلمي:Coracias caudatus)